# NXT Halloween Havoc (2024)
Halloween Havoc (2024) foi um evento de luta livre profissional produzido pela WWE. Este foi o quinto Halloween Havoc anual realizado para a marca de desenvolvimento da promoção NXT, e o 17º evento do Halloween Havoc no geral. Aconteceu no domingo, em 27 de outubro de 2024, no Giant Center em Hershey, Pensilvânia. O evento foi o segundo NXT Halloween Havoc a ser realizado como um evento de transmissão ao vivo depois de 2022, já que os eventos de 2020, 2021 e 2023 foram realizados como especiais de televisão do NXT, e também retornou o evento para uma única noite, já que a edição de 2023 foi um evento de duas noites, além de ser o primeiro evento do NXT a exibir o logo da WWE.
Cinco lutas foram disputadas no evento. No evento principal, Trick Williams derrotou Ethan Page em uma luta Spin the Wheel, Make the Deal: Devil's Playground para reter o Campeonato do NXT. Em outra luta importante, Giulia e Stephanie Vaquer venceram Roxanne Perez e Cora Jade em uma luta de duplas, e na luta de abertura, Tony D'Angelo derrotou Oba Femi em uma luta Spin the Wheel, Make the Deal: Tables, Ladders, and Scares para reter o Campeonato Norte-Americano do NXT. Este evento foi notável pela aparição do membro do Hall da Fama da WWE, Bubba Ray Dudley.

## Produção

### Introdução

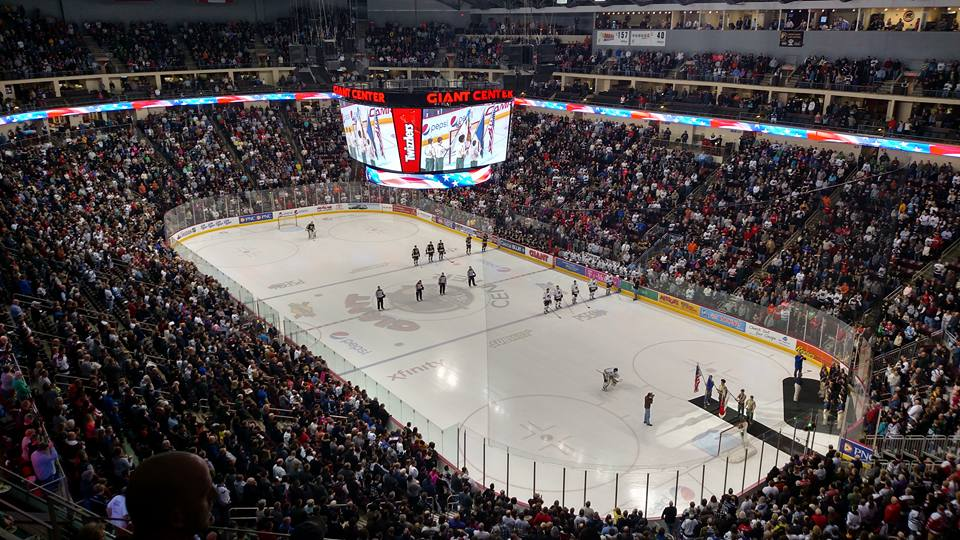
O evento foi realizado no Giant Center em Hershey, Pensilvânia, sendo o primeiro evento premium ao vivo da WWE na cidade desde o Unforgiven (2003).

Halloween Havoc é um evento de luta livre profissional atualmente produzido pela WWE. Como o nome indica, é um show com tema de Halloween realizado em outubro. Foi originalmente produzido como um pay-per-view anual pela World Championship Wrestling (WCW) de 1989 a 2000 até a WWE, na época ainda conhecida como World Wrestling Federation, comprar a WCW em 2001. O evento de 2000 foi o último Halloween Havoc até a WWE reviver o show para sua marca de desenvolvimento NXT em 2020. Os eventos de 2020, 2021 e 2023 foram realizados como especiais de televisão do programa de televisão NXT, na USA Network, mas em 2022, foi um evento de transmissão ao vivo, transmitido pela Peacock nos Estados Unidos e pela WWE Network nos mercados internacionais.
Em 15 de julho de 2024, foi anunciado que o NXT Halloween Havoc retornaria como um evento de transmissão ao vivo. O quinto NXT Halloween Havoc anual e o 17º Halloween Havoc geral foram programados para acontecer no dia 27 de outubro de 2024, no Giant Center em Hershey, Pensilvânia, marcando o primeiro NXT Halloween Havoc a acontecer fora da base da marca, o WWE Performance Center em Orlando, Flórida.

### Histórias
| Função:                   | Nome:             |
| ------------------------- | ----------------- |
| Comentaristas em inglês   | Vic Joseph        |
| Comentaristas em inglês   | Booker T          |
| Comentaristas em espanhol | Marcelo Rodríguez |
| Comentaristas em espanhol | Jerry Soto        |
| Anunciador de ringue      | Mike Rome         |
| Árbitros                  | Adrian Butler     |
| Árbitros                  | Chip Danning      |
| Árbitros                  | Dallas Irvin      |
| Árbitros                  | Derek Sanders     |
| Árbitros                  | Felix Fernandez   |
| Entrevistadores           | Sarah Schreiber   |
| Painel do pré-show        | Megan Morant      |
| Painel do pré-show        | Sam Roberts       |
| Painel do pré-show        | Dave LaGreca      |
| Painel do pré-show        | Bubba Ray Dudley  |

O evento incluiu lutas que resultaram de histórias com script, onde os lutadores retrataram heróis, vilões ou personagens menos distinguíveis em eventos que criaram tensão e culminaram em uma luta ou série de lutas, com resultados predeterminados pelos escritores da WWE para a marca NXT, enquanto as histórias foram desenvolvidas no programa de televisão semanal da WWE, o NXT e no programa de streaming on-line suplementar, Level Up.
Durante o episódio de estreia do NXT na CW em 1 de outubro de 2024, uma vinheta foi ao ar com um lutador não identificado se aproximando de uma placa de trânsito com os números "10" e "27 ". Vários observadores interpretaram a vinheta como uma indicação de que a lutadora australiana Delta estrearia no Halloween Havoc. Uma vinheta de acompanhamento foi exibida no episódio de 22 de outubro do NXT, revelando que a lutadora em questão se apresentaria no NXT sob o nome de Zaria; ela então apareceu pessoalmente ao final do episódio.
No Heatwave, Ethan Page derrotou Trick Williams para ganhar o Campeonato do NXT em uma luta fatal four-way que também envolveu Je'Von Evans, o último dos quais Page derrotou. Williams prometeu recuperar o campeonato de Page, o que ele fez no episódio de estreia do NXT na CW em 1º de outubro, com o membro do Raw CM Punk como árbitro especial convidado. Uma semana depois, Williams comemorou sua vitória, sendo interrompido por Wes Lee, que afirmou que tiraria o título de Williams. Mais tarde naquela noite, Page culpou Punk pela perda do título e exigiu uma revanche. No final do show, a gerente geral do NXT Ava anunciou que Lee, Page e Evans, o último dos quais Ava adicionou à luta depois de ficar impressionada com seu desempenho contra o membro do SmackDown Randy Orton, competiriam em uma luta triple threat na semana seguinte, onde o vencedor desafiaria Williams pelo título no Halloween Havoc, que foi vencida por Page. Após a luta, Page girou a roda do "Spin the Wheel, Make the Deal", caindo na luta Devil's Playground, que foi oficializada para o Halloween Havoc.
No episódio de 8 de outubro do NXT, Tony D'Angelo derrotou Oba Femi para conquistar o Campeonato Norte-Americano do NXT, encerrando o reinado de Femi com um recorde de 273 dias. Na semana seguinte, D'Angelo celebrou sua vitória, mas Femi o interrompeu, anunciando que uma revanche aconteceria no Halloween Havoc, com duas estipulações: a D'Angelo Family (Adriana Rizzo, Channing "Stacks" Lorenzo e Luca Crusifino) seria proibida de estar à beira do ringue e, após girar a roda do "Spin the Wheel, Make the Deal", a luta seria Tables, Ladders, and Scares. Em 22 de outubro, a Gerente Geral do NXT, Ava, anunciou que a luta só poderia ser decidida por pinfall, com mesas, escadas e cadeiras liberadas para uso como armas.
No episódio de estreia do NXT na CW em 1º de outubro, Roxanne Perez derrotou Giulia para manter o Campeonato Feminino do NXT. Nos momentos finais, Perez tentou usar o cinturão para atacar Giulia, mas uma pessoa encapuzada atacou Giulia, custando-lhe a luta. Após a luta, foi revelado que a pessoa encapuzada era Cora Jade, que retornou. Na semana seguinte, Jade explicou seu ataque a Giulia, sentindo que os fãs a esqueceram enquanto se recuperava de uma lesão no LCA, e que ela e Perez estavam trabalhando para reparar sua amizade. Giulia apareceu, acompanhada da ex-rival Stephanie Vaquer, resultando em uma briga entre as quatro mulheres. Na semana seguinte, Vaquer venceu Wren Sinclair em sua luta de estreia no NXT, mas foi emboscada por Jade e Perez antes de Giulia vir em sua defesa. Vaquer e Giulia desafiaram Jade e Perez para uma luta de duplas no Halloween Havoc, que foi posteriormente confirmada.
No episódio de 18 de junho do NXT, Ridge Holland foi aceito como membro oficial da Chase University, apesar da resistência inicial de Riley Osborne e Duke Hudson. No episódio de 13 de agosto do NXT, Holland e Andre Chase derrotaram Nathan Frazer e Axiom para conquistar o Campeonato de Duplas do NXT, mas perderam os títulos de volta para eles 19 dias depois, no No Mercy. Após a luta, Holland atacou brutalmente Chase, saindo da Chase U e retornando ao papel de vilão. Chase foi então levado de maca para fora da arena e levado de ambulância a um hospital local. Após isso, Hudson prometeu derrubar a Chase U. No episódio de 10 de setembro do NXT, Holland derrotou Hudson e o atacou com a barricada após a luta. No episódio de 15 de outubro do NXT, Chase retornou para salvar Osborne de ser atacado por Holland após sua luta. Na semana seguinte, Chase desafiou Holland para uma luta de ambulância no Halloween Havoc, que foi oficializada.
Desde setembro, o Fatal Influence (Jacy Jayne, Fallon Henley e Jazmyn Nyx) estava em rivalidade com a campeã norte-americana feminina do NXT, Kelani Jordan, mirando o título. No episódio de 22 de outubro do NXT, Jordan impediu Nyx de interferir na luta de Jayne e Henley contra Giulia e Stephanie Vaquer, que elas acabaram perdendo. Após a luta, Jayne girou a roda do "Spin the Wheel, Make the Deal", caindo em Spinner's Choice (escolha de quem girou). Assim, o Fatal Influence decidiria a estipulação da luta no Halloween Havoc.

## Recepção
O evento recebeu críticas negativas de fãs e críticos, com os principais pontos de crítica sendo a qualidade das lutas e o booking do evento como um todo. A luta de abertura foi avaliada com D+ no Bleacher Report, que afirmou: "Prometemos uma luta TLC, mas recebemos uma luta de rua apenas para animar a plateia." A Luta da Ambulância entre Ridge Holland e Andre Chase, no entanto, foi amplamente desaprovada, com alguns a considerando uma das piores lutas da história do NXT, devido à sua finalização e à qualidade geral. O Bleacher Report também avaliou essa luta com D, tornando-a a mais mal avaliada do evento. O Cagematch deu à Luta da Ambulância uma nota de 4,75 com base em 123 votos.

## Resultados
| Nº                                          | Resultados                                                     | Estipulações | Tempo |
| ------------------------------------------- | -------------------------------------------------------------- | --- | ----- |
| 1                                           | Tony D'Angelo (c) derrotou Oba Femi                            | Luta Spin the Wheel, Make the Deal: Tables, Ladders, and Scares pelo Campeonato Norte-Americano do NXT A luta só poderia ser vencida por pinfall.                                                                                    | 15:20 |
| 2                                           | Giulia e Stephanie Vaquer derrotaram Roxanne Perez e Cora Jade | Luta de duplas | 14:15 |
| 3                                           | Ridge Holland derrotou Andre Chase                             | Luta de ambulância | 14:30 |
| 4                                           | Fallon Henley derrotou Kelani Jordan (c)                       | Luta Spin the Wheel, Make the Deal: Spinner's Choice pelo Campeonato Norte-Americano Feminino do NXT Fatal Influence (Jacy Jayne, Jazmyn Nyx e Fallon Henley) escolheu uma luta Gauntlet, na qual todas as três foram participantes. | 14:15 |
| 5                                           | Trick Williams (c) derrotou Ethan Page                         | Luta Spin the Wheel, Make the Deal: Devil's Playground pelo Campeonato do NXT | 18:00 |
| (c) – Refere-se aos campeões antes da luta. |                                                                | |       |